# 森川倶志
森川 倶志（もりかわ ともゆき、1936年 - 2020年12月28日）は、日本のバンドネオン奏者。タンゴ生演奏の店『アンサンブル』の代表

## 略歴
1936年生まれ。中央大学在学中よりバンドネオン奏者として活躍する。『坂本政一とポルテニア』に入団する。アルゼンチンなどを訪れ2年間もの海外演奏旅行の後、『早川真平とオルケスタ・ティピカ東京』に入団する。
独立して、『タンゴ・アンサンブル』を結成する。1977年、盛岡市のレストランで演奏することで出張となったが、一ヶ月の予定が一年半となった。1979年に、盛岡市で、タンゲリア（タンゴ生演奏の店）の『アンサンブル』を、自ら開業する。タンゴ生演奏を営業日に聴くことができる貴重な店である『アンサンブル』は、2011年現在も日本唯一のタンゲリアとして営業を続けている。
バンドネオン奏者として、1985年11月11日の『早川真平追悼コンサート』などの、コンサートにも参加している。その他、テレビやラジオにも登場している。レコードもリリースしている。
2011年の東日本大震災で被災された大槌町の避難所で、『森川ともゆきとタンゴ・アンサンブル』が、日本の叙情歌の「浜辺の歌」「ふるさと」を演奏して、被災者を励ました。
2018
年、いわて暮らしの文化特別知事表彰授与。
2020年12月28日、肺炎のため盛岡市の自宅で死去。84歳没。

## レコード
- タンゴ バンドネオンの輝き（LP:1989年）
- ラ・シルエータ ～影～（CD:1999年）